# Pistolet FN Forty-Nine
FN Forty-Nine – belgijski pistolet samopowtarzalny ze szkieletem polimerowym. Broń produkowana w wersjach kalibru .40 i 9 mm (odp. ang. forty i nine). Duże litery w nazwie mają nawiązywać do nazwy producenta Fabrique Nationale.

## Opis
FN Forty-Nine jest indywidualną bronią samopowtarzalną. Zasada działania oparta na krótkim odrzucie lufy. Ryglowanie przez przekoszenie lufy. Po wystrzeleniu ostatniego naboju zamek zatrzymuje się w tylnym położeniu. Zamek zwalniany dźwignią z lewej strony szkieletu. Kurkowy mechanizm uderzeniowy. Mechanizm spustowy DAO umożliwia strzelanie ogniem pojedynczym. Otwarte przyrządy celownicze składają się z muszki i szczerbinki. Pistolet zasilany jest z magazynków pudełkowych.